# Бриккола, Оттавио
Оттавио Бриккола (иногда Брикколь, итал. Ottavio Briccola; 1853, Турин — 1924, Виареджо) — итальянский военный и государственный деятель; генерал-лейтенант (1911), губернатор протектората Итальянская Киренаика с октября 1912 по октябрь 1913 года.

## Биография
Оттавио Бриккола родился в городе Турин (Сардинское королевство) в 1853 году. В 1906 году он стал генерал-майором Королевской итальянской армии; в 1911 году получил звание генерал-лейтенанта. Командовал армейским корпусом, действовавшим в Киренаике во время Итало-турецкой (Ливийской) войны 1911—1912 годов: участвовал в захвате Бенгази.
Бриккола являлся губернатором протектората Итальянская Киренаика в период с октября 1912 по октябрь 1913 года. На этом посту его сменил генерал-лейтенант Джованни Амелио. Бриккола участвовал также в Ливийской кампании в годы Первой мировой войны: в начале кампании он командовал 8-м корпусом (VIII Corpo d’Armata) 5-й итальянской армии. Скончался в коммуне Виареджо (Тоскана) в 1924 году.